# 1068

## أحداث
- 5 أغسطس: بدء حصار باري والذي استمر إلى 15 أبريل 1071.
- 1 يناير - ايدوكيا مكرمبولتيسا تتزوج من الجنرال رومانوس ديوجينس، الذي أصبح الإمبراطور على بيزنطة.

## مواليد
- هنري الأول ملك إنجلترا
- سنائي

## وفيات
- أبو إسحاق الألبيري